# Cuanajo
Cuanajo är en ort i Mexiko.   Den ligger i kommunen Pátzcuaro och delstaten Michoacán de Ocampo, i den södra delen av landet, 250 km väster om huvudstaden Mexico City. Cuanajo ligger 2 335 meter över havet och antalet invånare är 5 110.
Terrängen runt Cuanajo är lite bergig, och sluttar norrut. Runt Cuanajo är det ganska tätbefolkat, med 179 invånare per kvadratkilometer. Närmaste större samhälle är Pátzcuaro, 11,1 km väster om Cuanajo. I omgivningarna runt Cuanajo växer huvudsakligen savannskog.